# 北海道道567号上芦別停車場野花南湖線
北海道道567号上芦別停車場野花南湖線（ほっかいどうどう567ごう かみあしべつていしゃじょうのかなんこせん）は、北海道芦別市内を結ぶ一般道道（北海道道）である。

## 概要

### 路線データ
- 起点：北海道芦別市上芦別町（JR北海道 根室本線 上芦別駅・北海道道365号上芦別停車場線交点）
- 終点：北海道芦別市野花南町（上芦別公園）
- 路線延長：1.3km（総延長）

## 歴史
- 1967年（昭和42年）3月31日 路線認定[1]。

## 地理

### 通過する自治体
- 空知総合振興局
  - 芦別市

### 交差する道路
芦別市
- 北海道道365号上芦別停車場線 - 上芦別町（起点）

### 沿線にある施設など
芦別市
- JR北海道 根室本線 上芦別駅 - 上芦別町
- 上芦別公園 - 野花南町196